# حصار شهر بناب
حصار شهر بناب مربوط به دوران‌های تاریخی پس از اسلام است و در بناب، کوی سعدی واقع شده و این اثر در تاریخ ۲۵ اسفند ۱۳۷۹ با شمارهٔ ثبت ۳۳۱۸ به‌عنوان یکی از آثار ملی ایران به ثبت رسیده است.